# Charles Cornwallis Chesney
Charles Cornwallis Chesney (* 29. September 1826 in Packolet bei Kilkeel im County Down; † 19. März 1876 in London) war ein britischer Offizier und Militärhistoriker.

## Leben
Chesney stammte aus anglo-irischer Familie. Er war der dritte Sohn von Charles Cornwallis Chesney (1791–1830), einem Captain der bengalischen Artillerie, aus dessen Ehe mit Sophia Augusta Cauty (1799–1875). Chesney besuchte die Schule in Tiverton und besuchte für ein Jahr eine Privatschule in Exeter. Ab 1843 absolvierte er eine Kadettenausbildung am Royal Military Academy Woolwich und schloss diese 1845 als Klassenbester ab. Im selben Jahr wurde er als Second Lieutenant der Royal Engineers in die britischen Armee aufgenommen. 1846 wurde er zum Lieutenant befördert und diente zunächst in Irland, später in Bermuda und auf den Westindischen Inseln. Ab 1853 war er in Neuseeland stationiert und kehrte 1855 wegen schlechter Gesundheit nach Großbritannien zurück. 1858 wurde er zum Captain befördert. und wurde Professor für Militärgeschichte an der Royal Military Academy Sandhurst.
Er war der Bruder des Generals George Tomkyns Chesney und Neffe des Generals Francis Rawdon Chesney. 1864 wurde er Nachfolger von Edward Bruce Hamley als Professor für Militärgeschichte am Staff College Camberley. Ab 1868 war er Mitglied der königlichen Kommission für Militärausbildung (Royal Commission of Military Education), die in der Folge das Unterrichtswesen in den Militärschulen der britischen Armee reformierte. 1871 wurde er von der Regierung als Militärbeobachter zum Deutsch-Französischen Krieg geschickt, um Berichte über die Belagerungsoperationen (besonders von Paris) zu erstellen (der Bericht wurde veröffentlicht, aber vertraulich behandelt). 1868 wurde er zum Lieutenant-Colonel und 1873 zum Rang-Colonel befördert. An aktiven militärischen Kommandos war er nicht interessiert, sondern widmete sich ganz militärgeschichtlichen Arbeiten und Beratung. Er hatte ein hohes Ansehen in der britischen Armee und wurde von Offizieren aller Rangstufen zu Rate gezogen und war zuletzt Kommandeur der Royal Engineers für den Bezirk London. Überarbeitung verbunden mit einem sehr enthaltsamen Leben trug zu seinem frühen Tod bei.
1865 publizierte er über die Feldzüge des amerikanischen Bürgerkriegs in Virginia und Maryland. Bekannt wurde er für seine Vorlesungsreihe über die Schlacht von Waterloo, die 1868 als Buch veröffentlicht wurde. In der Encyclopedia Britannica von 1911 wird der Einschnitt herausgestellt, den das Buch in der britischen Militärgeschichtsschreibung über Waterloo machte, die zuvor meist aus Memoirenliteratur bestand. Erstmals seien dort die Fehler Wellingtons analysiert worden und den Preußen ihr verdienter Anteil am Gelingen des Feldzugs in der englischen Literatur zugestanden worden.
Er veröffentlichte viel in Zeitschriften zur Militärgeschichte, zum Beispiel im Edinburgh Review (1874 separat als Buch veröffentlicht) und im Fraser’s Magazine.
Er starb 1876 in seinem Haus in London an einer Lungenentzündung und wurde in Sandhurst, Berkshire, begraben.

## Schriften
- A Military View of Recent Campaigns in Virginia and Maryland. Smith, Elder & Co., London 1865.
- The Waterloo Lectures. A study of the campaign of 1815. Longmans, Green & Co., London 1868 (archive.org).
- The Tactical Use of Fortresses. A farewell lecture, concluding a course of military history for military engineers. Byfield, Stanford & Co., London 1868.
- mit Henry Reeve: The Military Resources of Prussia and France, and Recent Changes in the Art of War. Longmans, Green & Co., London 1870 (archive.org).
- Essays in Military Biography. Henry Holt & Co., New York 1874 (archive.org)